# Brixia costalis
Brixia costalis är en insektsart som beskrevs av Synave 1959. Brixia costalis ingår i släktet Brixia och familjen kilstritar. Inga underarter finns listade i Catalogue of Life.